# Estación de Karachi Cantonment
La estación de Karachi Cantonment (en urdu: کراچی اردوگاه اسٹیشن‎, sindi: ڪراچي ڇانوڻي ريلوي اسٽيشن), también conocida como Karachi Cantt, es una de las dos principales estaciones de ferrocarril de la ciudad de Karachi, en Pakistán, junto con la estación central de Karachi.

## Historia
Anteriormente se la conocía como Frere Street Station. La construcción de la estación comenzó en 1896 y se completó en 1898 a un costo total de 80 000 rupias. El edificio actual de la estación de Karachi Cantt ha sido declarado patrimonio protegido por el Gobierno de Sind.

## Servicios
Los siguientes trenes se originan o paran en Karachi Cantonment:
| N.º    | Nombre                       | Origen       | Destino        | Hora  |
| ------ | ---------------------------- | ------------ | -------------- | ----- |
| 27 UP  | Shalimar Express             | Terminus     | Lahore         | 06:00 |
| 11 UP  | Hazara Express               | Karachi City | Havelian       | 06:15 |
| 13 UP  | Awan Express                 | Origin       | Peshawar Cantt | 07:00 |
| 151 UP | Shah Latif Express           | Karachi City | Mirpur Khas    | 07:12 |
| 29 UP  | Sindh Express                | Terminus     | Multan Cantt   | 08:30 |
| 47 UP  | Rehman Baba Express          | Terminus     | Peshawar Cantt | 10:00 |
| 45 UP  | Pakistan Express             | Terminus     | Rawalpindi     | 13:00 |
| 09 UP  | Allama Iqbal Express         | Terminus     | Sialkot        | 14:00 |
| 31 UP  | Jinnah Express               | Terminus     | Lahore         | 15:00 |
| 41 UP  | Karakorum Express            | Terminus     | Lahore         | 15:30 |
| 33 UP  | Pak Business Express         | Terminus     | Lahore         | 16:00 |
| 149 UP | Mehram Express               | Karachi City | Mirpur Khas    | 16:15 |
| 15 UP  | Karachi Express              | Terminus     | Lahore         | 16:30 |
| 17 UP  | Millat Express               | Terminus     | Malakwal       | 17:00 |
| 07 UP  | Tezgam Express               | Terminus     | Rawalpindi     | 17:30 |
| 25 UP  | Bahaudin Zakriya Express     | Karachi City | Multan Cantt   | 17:50 |
| 03 UP  | Bolan Mail Express           | Karachi City | Quetta         | 18:20 |
| 43 UP  | Shah Hussain Express         | Terminus     | Lahore         | 19:00 |
| 37 UP  | Fareed Express               | Karachi City | Lahore         | 19:50 |
| 19 UP  | Khushal Khan Khattak Express | Karachi City | Peshawar Cantt | 20:20 |
| 35 UP  | Sir Syed Express             | Terminus     | Rawalpindi     | 21:00 |
| 05 UP  | Green Line Express           | Terminus     | Islamabad      | 22:00 |
| 01 UP  | Khyber Mail Express          | Terminus     | Peshawar Cantt | 22:15 |
| 145 UP | Sukker Express               | Karachi City | Jacobabad      | 22:35 |
| 405 UP | Thar Express                 | Terminus     | Zero Point     | 23:45 |

## Galería

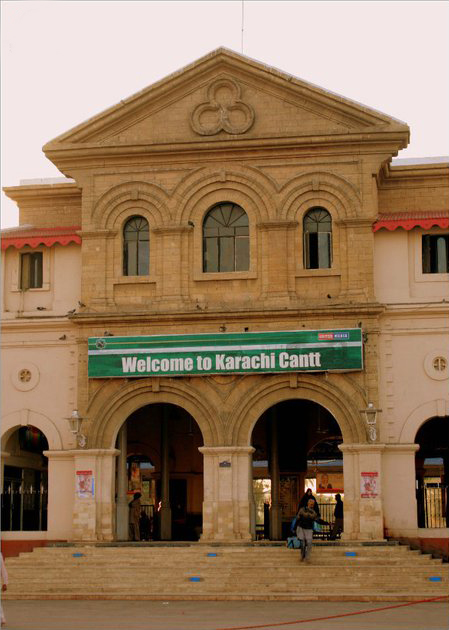
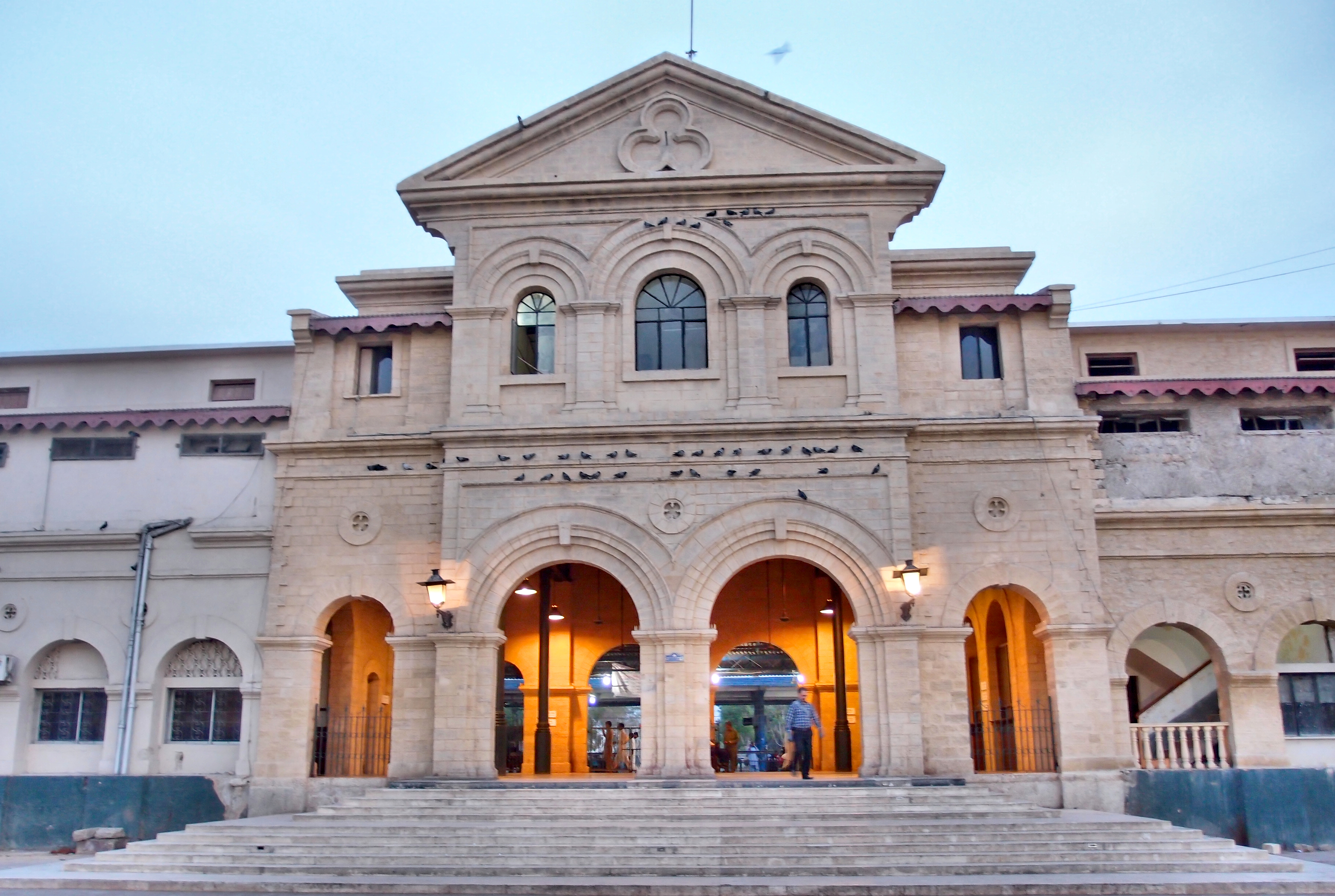
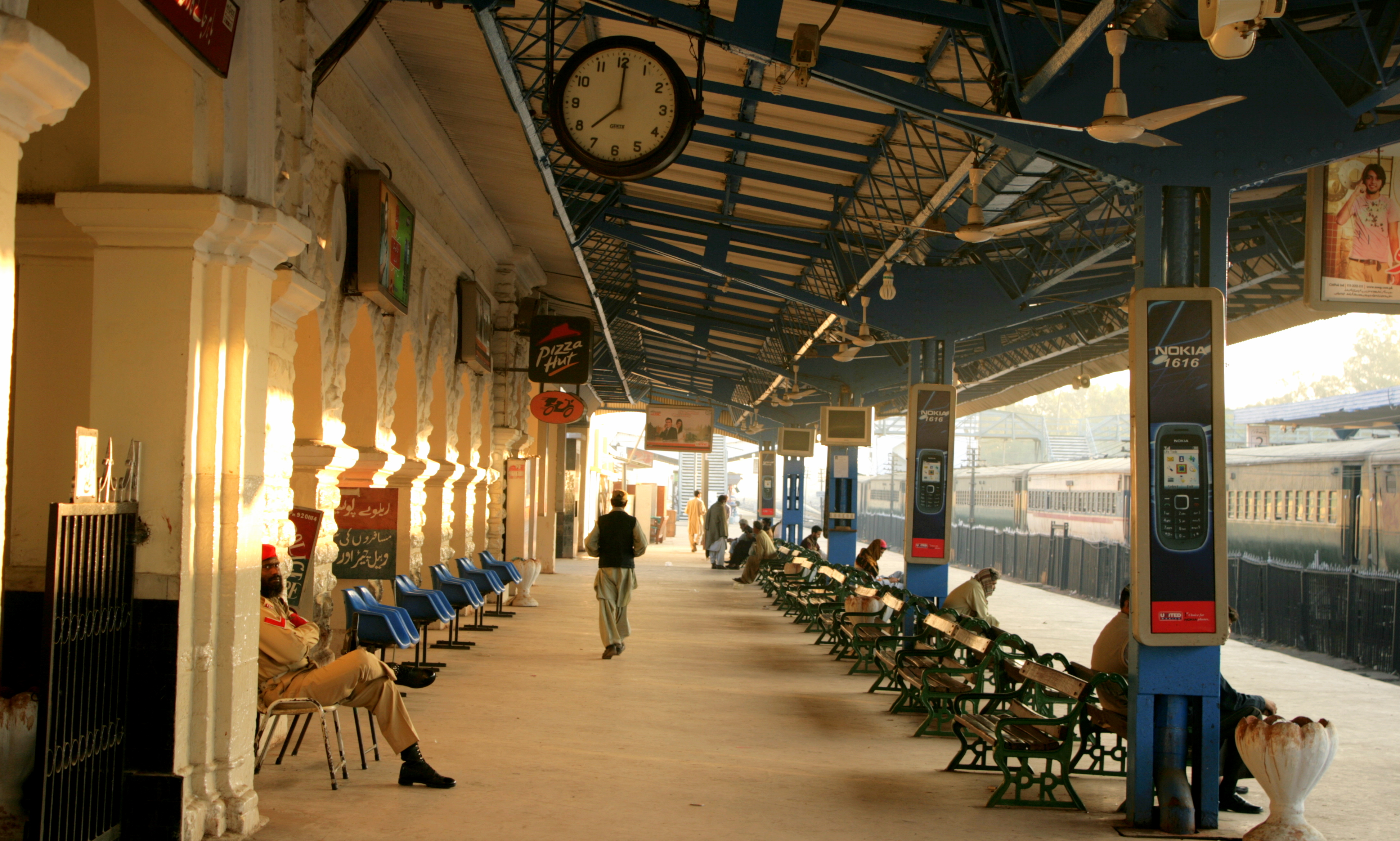
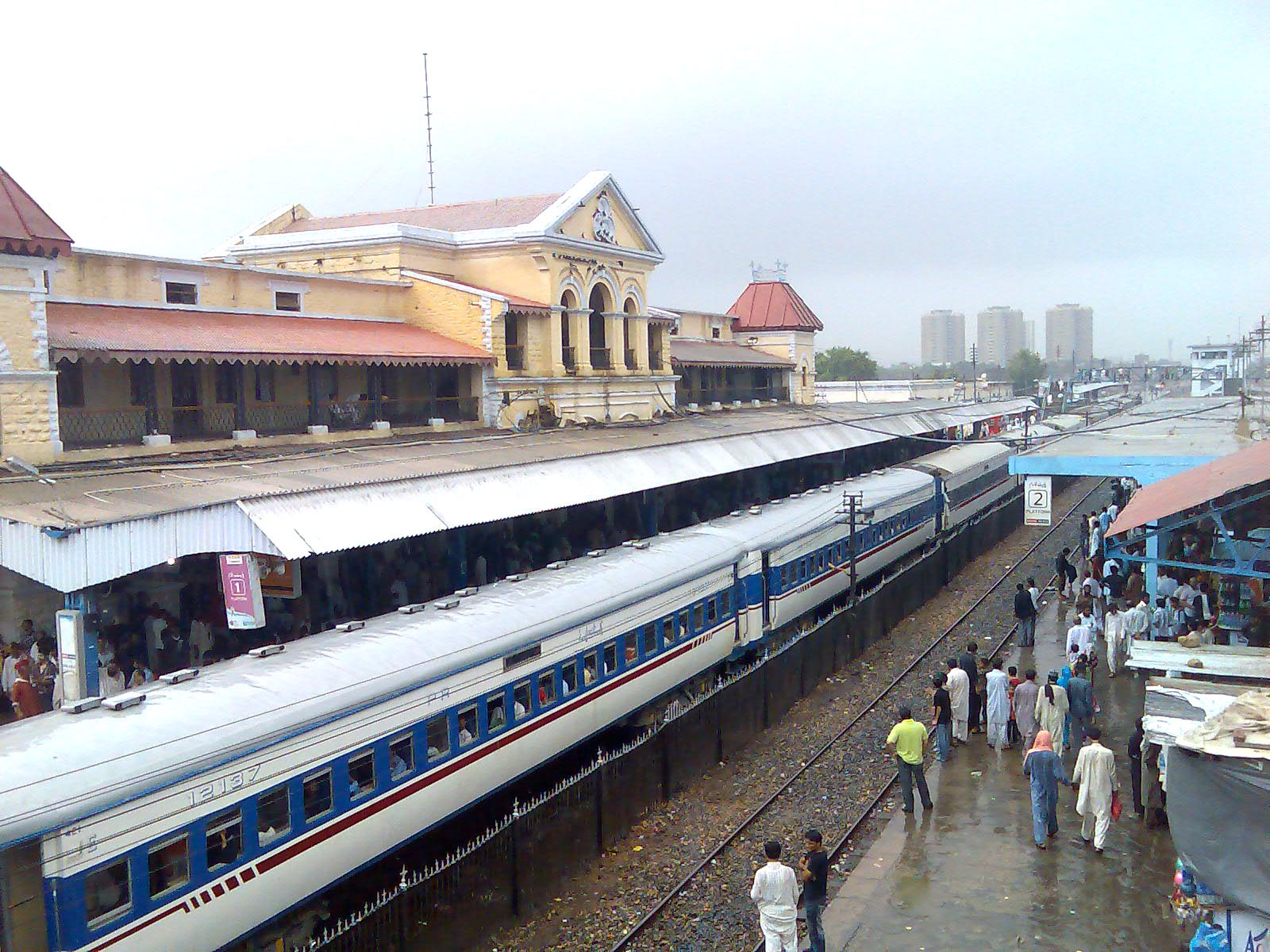